# Chlebnice
Chlebnice est une commune du district de Dolný Kubín, dans la région de Žilina, en Slovaquie.

## Histoire
La première mention écrite de la localité date de 1564.

## Démographie

### Évolution de la population
| Année:               | 1994. | 2004.   | 2014.   | 2024.   |
| -------------------- | ----- | ------- | ------- | ------- |
| Nombre de personnes: | 1479  | 1598    | 1612    | 1619    |
| Différence:          |       | +8,04 % | +0,87 % | +0,43 % |

| Année:               | 2023. | 2024.   |
| -------------------- | ----- | ------- |
| Nombre de personnes: | 1622  | 1619    |
| Différence:          |       | -0,18 % |